# Emil Isac

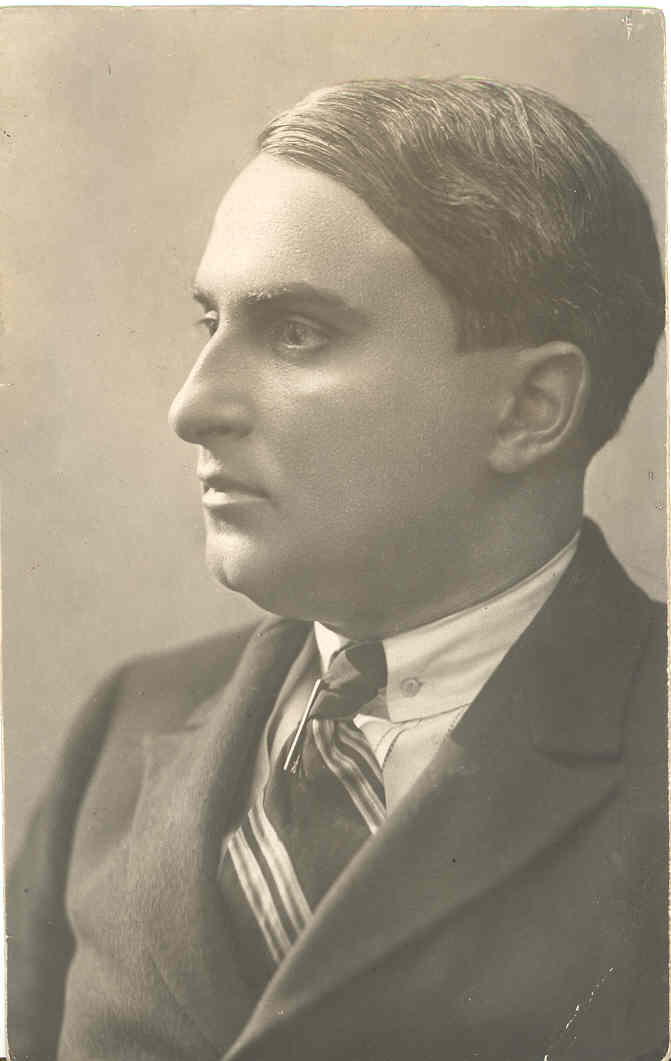
Emil Isac în 1930

Emil Isac (n. 27 mai 1886, Cluj, Austro-Ungaria – d. 25 martie 1954, Cluj, România) a fost un poet român, membru corespondent (din 1948) al Academiei Române.

## Biografie
Emil Isac a fost fiul avocatului Aurel Isac (1845–1932) și al soției sale, profesoara de desen, Eliza născută Roșescu (1854–1922).
A studiat la Liceul Piarist din Cluj și Liceul Grăniceresc din Năsăud. A urmat cursurile de la Facultatea de Drept și Facultatea de Științe Sociale de la Cluj. A locuit în mare parte din viața sa, în orașul Cluj (mai exact începând cu 1895). A debutat în 1903 cu poezia La umbra plopilor în data de 25 noiembrie, în revista „Familia” apoi a colaborat la „Viața nouă”, „Noua revistă română”, „România muncitoare”, „Cuvântul liber”, „Viața românească”, etc. Printre poeziile sale cele mai cunoscute se numără Mama, Ochii tăi albaștri și Pe lângă apa care trece.
Deja de pe vremea studiului la Facultatea de Științe Juridice din Cluj, Emil Isac a făcut cunoștință cu ideile progresiste și umanitariste și s-a atașat cauzei clasei muncitoare.
După moartea sa, în 1954 a fost înființat un muzeu în casa sa din oraș, Muzeul „Emil Isac”, format din trei mari camere, dedicate vieții poetului, tatălui său și lucrărilor sale.

## Opere

Semnătura lui Emil Isac

- Poezii, impresii și senzații moderne, 1908
- Ardealule, Ardealule bătrân, 1916
- Poeme în proză, 1923
- Cartea unui om, 1925
- Poezii, 1936
- Opere, 1946
- Poezii alese, Biblioteca pentru toti, E.S.P.L.A., 1954
- Poezii alese, 1956
- Scrieri alese, 1960
- Versuri, Editura Tineretului, 1964
- Poezii, Editura Minerva, 1975
- Emil Isac, 110 poezii, Editura Dacia, 1981

### Traduceri ale cărților sale în alte limbi
- Őszi ének (Cântec de toamnă), traducere în limba maghiară de Erik Majtényi, Irodalmi Könyvkiadó, București, 1962.[2]